# Emil Göller
Emil Göller (ur. 25 stycznia 1874 w Berolzheim, zm. 24 kwietnia 1933 we Fryburgu Bryzgowijskim) – niemiecki duchowny i teolog katolicki.
W 1897 uzyskał święcenia kapłańskie. W 1909 roku uzyskał tytuł profesora prawa kościelnego na Uniwersytecie we Fryburgu Bryzgowijskim. W latach 1909–1920 był rektorem na tymże Uniwersytecie. W 1918 roku został profesorem historii Kościoła. Autor licznych publikacji naukowych, m.in. Wybuch reformacji i późno-średniowieczna praktyka odpustowa (Der Ausbruch der Reformation und die spätmittelalterliche Ablaßpraxis, 1917).